# Sinagoga di Jedwabne
La sinagoga di Jedwabne (in yiddish Yedwabne Shul‎?), oggi scomparsa, si trovava nella piccola città di Jedwabne, in Polonia, nota per essere stata teatro, nel 1941, di un violento pogrom contro gli ebrei. Costruita nel 1770, era un esempio di architettura vernacolare e una delle tante sinagoghe in legno costruite nei territori dell'ex Confederazione polacco-lituana. Il tetto, spiovente e suddiviso in tre strati ben definiti, nascondeva una serie di tralicci su cui era sospesa la grande cupola; era considerato come uno tra i tetti più complessi e interessanti dal punto di vista architettonico tra quelli delle sinagoghe in legno. L'edificio fu ampliato nell'Ottocento con l'aggiunta di un piano per ogni lato, destinati all'uso delle donne della comunità.
La sinagoga fu distrutta accidentalmente da un incendio nel 1913.
Nel 1925 alcuni immigrati di Jedwabne costruirono la sinagoga Congregation Anshe Yedwabne al 242 di Henry Street nel quartiere Lower East Side di New York.